# Turchia ai Giochi della IX Olimpiade
La Turchia partecipò ai Giochi della IX Olimpiade, svoltisi ad Amsterdam, Paesi Bassi, dal 28 luglio al 12 agosto 1928,  
con una delegazione di 31 atleti impegnati in 6 discipline,
senza aggiudicarsi medaglie.

## Risultati

### Calcio
| Atleta | Classifica |                    |
| --- | --- | ------------------ |
| V · D · M Nazionale turca · Calcio ai Giochi Olimpici Estivi 1928 P Kaptan · P Yenal · D Atak · D Göktulga · C Arca · C Baron · C Bekdik · C Seyit · C Uluğ · A Baydar · A Erkuş · A Faruki · A Gürsoy · A Leblebi · A Orhun · A Peykoğlu · A Refet · A Şevki · A Sporel · A Yalınlı · CT : Tóth | 9° |                    |
| Nazionale turca · Calcio ai Giochi Olimpici Estivi 1928 | |                    |
| P Kaptan · P Yenal · D Atak · D Göktulga · C Arca · C Baron · C Bekdik · C Seyit · C Uluğ · A Baydar · A Erkuş · A Faruki · A Gürsoy · A Leblebi · A Orhun · A Peykoğlu · A Refet · A Şevki · A Sporel · A Yalınlı · CT: Tóth                                                                    | P Kaptan · P Yenal · D Atak · D Göktulga · C Arca · C Baron · C Bekdik · C Seyit · C Uluğ · A Baydar · A Erkuş · A Faruki · A Gürsoy · A Leblebi · A Orhun · A Peykoğlu · A Refet · A Şevki · A Sporel · A Yalınlı · CT: Tóth | Turchia (bandiera) |